# Bartha Árpád (fotográfus)
Bartha Árpád (Lécfalva, 1937. március 20. – 1981.) erdélyi magyar fotográfus.

## Életútja
Szülőfalujában járt elemibe, majd Sepsiszentgyörgyön, a volt 2-es Líceumban érettségizett. Mesterségét autodidakta módon sajátította el.

## Munkássága
Fotós pályafutását a brassói Új Időnél kezdte 1967-ben, majd a Kovászna megyei román napilap, a Cuvîntul nou fotóriportereként dolgozott haláláig. Saját magát a „háromszemű ember”-nek nevezte. Sokoldalú fényképész volt: riportfotókat, portrékat, tájképeket, tárgyakat fényképezett, montázsokat készített.
Több egyéni és közös, hazai és külföldi kiállításon vett részt, pályázatokon rendszeresen nyert díjakat munkáival. Számos könyvborítót, jeles kiadványok illusztrációit készítette el. Fehér-fekete fotói egy letűnt világ dokumentumaivá váltak.
Hagyatéka több ezer felvételből áll, amelynek a feldolgozása és rendszerezése 2016-ban történt meg.
2004-ben és 2016-ban albumban is megjelentek a képei.

## Kötetei
- Bartha Árpád.1937–1981 (szerk. Váry O. Péter), Sepsiszentgyörgy, Medium, 2004
- Bartha Árpád. Fotóalbum, Sepsiszentgyörgy, ARTprinter, 2016